# Adoretus drescheri
Adoretus drescheri är en skalbaggsart som beskrevs av Ohaus 1914. Adoretus drescheri ingår i släktet Adoretus och familjen Rutelidae. Inga underarter finns listade i Catalogue of Life.